# Случај Филипа Фрањића
„Случај Филипа Фрањића” је југословенски ТВ филм из 1978. године. Режирао га је Зоран Тадић а сценарио је написао Мирко Саболовић.

## Улоге
| Глумац             | Улога |
| ------------------ | ----- |
| Мато Ерговић       |       |
| Иво Грегуревић     |       |
| Марија Кон         |       |
| Угљеша Којадиновић |       |
| Фрањо Мајетић      |       |
| Мирјана Мајурец    |       |
| Ивица Видовић      |       |